# أوليفيا دابو
أوليفيا جين دابو (بالإنجليزية: Olivia Jane d'Abo)‏ هي ممثلة ومغنية وكاتبة أغاني إنجليزية أمريكية ولدت في يوم 22 يناير 1969 في مدينة لندن، اشتهرت بأدائها بدور كارين أرنولد وهو دور الأخت الهيبية في مسلسل السنوات العجيبة ومثلت دور نيكول والاس في مسلسل القانون والنظام: النية الإجرامية.

## روابط خارجية
- أوليفيا دابو على موقع IMDb (الإنجليزية)
- أوليفيا دابو على موقع ألو سيني (الفرنسية)
- أوليفيا دابو على موقع ميوزك برينز (الإنجليزية)
- أوليفيا دابو على موقع أول موفي (الإنجليزية)
- أوليفيا دابو على موقع قاعدة بيانات برودواي على الإنترنت (الإنجليزية)
- أوليفيا دابو على موقع قاعدة بيانات الأفلام السويدية (السويدية)
- أوليفيا دابو على موقع إن إن دي بي (الإنجليزية)
- أوليفيا دابو على موقع ديسكوغز (الإنجليزية)
- أوليفيا دابو على موقع قاعدة بيانات الفيلم (الإنجليزية)
- أوليفيا دابو على موقع كينوبويسك (الروسية)